# Ōshū
Ōshū (奥州市?, Ōshū-shi) è una città del Giappone della prefettura di Iwate.